# Atletica leggera ai Giochi della XXII Olimpiade - Decathlon

Video della gara (tutte le dieci prove di Daley Thompson)

Il decathlon ha fatto parte del programma maschile di atletica leggera ai Giochi della XXII Olimpiade. La competizione si è svolta nei giorni 25-26 luglio 1980 allo Stadio Lenin di Mosca.

## Presenze ed assenze dei campioni in carica
| Competizione      | Atleta              | Prestazione | Mosca 1980 |
| ----------------- | ------------------- | ----------- | ---------- |
| Olimpiadi 1976    | Bruce Jenner        | 8 070 p.    | Ritirato   |
| Commonwealth 1978 | Daley Thompson      | 8 467 p.    | Presente   |
| Europei 1978      | Aleksandr Grebenjuk | 8 340 p.    | Non selez. |

## Assenti a causa del boicottaggio
| Campione panamericano        | 8 078 p. | 1979           | Robert Coffman   |
| Primatista mondiale          | 8.649    | 14 giugno 1980 | Guido Kratschmer |
| Quarto atleta della stagione | 8.407    | 14 giugno 1980 | Jürgen Hingsen   |

Mancano anche i tre atleti selezionati negli USA ai Trials: Robert Coffman (8184 punti), Lee Palles (8159 p.) e Fred Dixon (8154 p.).

## La gara
Fin dai 100 metri, cioè dalla prima prova, si mette in luce il giovane britannico Daley Thompson (22 anni), detentore della seconda migliore prestazione dell'anno. Dopo un brillante 10”62 segue un salto in lungo perfetto a otto metri esatti, che eguaglia il record mondiale per decatleti.
Conclude la prima giornata con 192 punti di vantaggio sugli inseguitori.

Nella seconda giornata mantiene un ampio margine sui due sovietici Kutsenko e Zhelanov, che alla fine conquistano rispettivamente l'argento e il bronzo.
Daley Thompson è stato il primo britannico vincitore del Decathlon ai Giochi Olimpici.

## Risultati
Stadio Lenin, venerdì 25 luglio e sabato 26 luglio.
| Record mondiale | 8.649 | Guido Kratschmer | Germania Ovest |                | 1980 |
| Record olimpico | 8.617 | Bruce Jenner     | Stati Uniti    | Montréal (Can) | 1976 |

| Pos | Paese                                                          | Atleta                                  | Punti                                             |  |
| --- | -------------------------------------------------------------- | --------------------------------------- | ------------------------------------------------- |  |
|     | Regno Unito                                                    | Daley Thompson                          | 8.495                                             |  |
|     | CORSE 100 m: 10"62 110 ost. 14"47 400 m: 48"01 1500 m: 4'39"90 | SALTI Alto: 2,08 Asta: 4,70 Lungo: 8,00 | LANCI Peso: 15,18 Disco: 42,24 Giavellotto: 64,16 |  |
|     | Unione Sovietica                                               | Juri Kuzenko                            | 8.331                                             |  |
|     | Unione Sovietica                                               | Sergei Zheljanov                        | 8.135                                             |  |